# Donji Grahovljani
Donji Grahovljani jedno od naselja grada Pakraca, Požeško-slavonska županija.

## Povijest
Početkom velikosrpske agresije na Hrvatsku, Grahovljane su držali srpski pobunjenici i bilo je snažno pobunjeničko uporište. Nakon neuspješnih pokušaja i gubitaka (16. i 20. prosinca), selo su hrvatske snage oslobodile (24. rujna) 27. rujna 1991. godine.

## Stanovništvo

### Popis stanovništva 2011. godine
Prema popisu stanovništva iz 2011. godine Donji Grahovljani su imali 33 stanovnika.

### Popis stanovništva 2001. godine
Prema popisu stanovnika iz 2001. godine, naselje ima 44 stanovnika.

### Popis stanovništva 1991. godine
Prema popisu iz 1991. godine, nacionalni sastav sela je bio sljedeći:
- Srbi 155 (82,44%)
- Hrvati 22 (11,70%)
- ostali 11 (5,86%)

Ukupno: 188

### Kretanje broja stanovnika
| broj stanovnika | 600   | 570   | 501   | 649   | 888   | 937   | 942   | 1175  | 419   | 421   | 414   | 371   | 267   | 188   | 44    | 33    | 18    |
|                 | 1857. | 1869. | 1880. | 1890. | 1900. | 1910. | 1921. | 1931. | 1948. | 1953. | 1961. | 1971. | 1981. | 1991. | 2001. | 2011. | 2021. |

## Povijest
Pretpostavlja se da je selo dobilo ime po knezu Milaku Graholjanu.[nedostaje izvor]
| Statistički podaci o broju domaćinstava i ljudi | Statistički podaci o broju domaćinstava i ljudi | Statistički podaci o broju domaćinstava i ljudi |
| Godina                                          | Broj kuća                                       | Broj stanovnika                                 |
| ----------------------------------------------- | ----------------------------------------------- | ----------------------------------------------- |
| 1734.                                           | 26                                              | -                                               |
| 1759.                                           | 27                                              | -                                               |
| 1779.                                           | 52                                              | -                                               |
| 1809.                                           | 100                                             | 1.196                                           |
| 1839.                                           | 40                                              | 331                                             |
| 1869.                                           | 51                                              | 577                                             |
| 1899.                                           | 111                                             | 687                                             |
| 1929.                                           | 181                                             | 1.066                                           |

Do 1893. godine u selu Donji Grahovljani živjelo je samo srpsko stanovništvo. Od te godine počinju se naseljavati Hrvati iz Zagorja i Međimurja. Oni su se naselili na pravcu prema Siraču. Godine 1893 doselio je Štreim Franjo i Marija i kupio je posjed u vrijednosti 2.000 forinti. 1895. doselila je obitelj Pintarić, a odmah iza njih nekoliko obitelji iz Zagorja i Međimurja.
Po završetku Prvog svjetsgog rata naseljava se treća grupa iz okolice Samobora. Iz statističkih podataka vidi se da je broj stanovnika i domaćinstava oscilirao, naročiti u periodu od 1779. – 1809. te od 1809-1839 godine. Za sada još sa sigurnošću nisu utvrđeni razlozi, ali se pretpostavlja da je u pitanju bila kuga.

## Sport
U naselju je postojao nogometni klub NK Partizan Donji Grahovljani